# Parthénios III d'Alexandrie
Pour les articles homonymes, voir Parthénios.
Parthénios III (né en 1919 - mort en 1996) fut pape et patriarche orthodoxe d'Alexandrie et de toute l'Afrique du 27 février 1987 au 23 juillet 1996. Parlant couramment l'arabe, le grec, le français, l'anglais et l'italien, il fut l'un des plus importantes figures du dialogue interreligieux du XXe siècle et un fervent défenseur  de l'unité panorthodoxe.

## Biographie

### Jeunesse, études et prêtrise
Il naît Aris Koïnidis à Port-Saïd (Égypte) le 30 novembre 1919 dans une famille originaire des Cyclades. Après avoir achevé son cycle d'études secondaires dans les lycées helléniques d'Égypte, il entre à l'Institut de théologie orthodoxe de Halki. Ordonné diacre en 1939 et archidiacre en 1940, il poursuit des études de lettres à Oxford puis à la Sorbonne, Paris.
De retour en Égypte, le patriarche d'Alexandrie Christophore II remarque ses capacités, l'ordonne prêtre et, lui conférant l'office d'archimandrite, le nomme au Secrétariat général du patriarcat. Il travaille alors également comme prédicateur et enseignant et représente l'Église d'Alexandrie dans diverses conférences interorthodoxes et interecclésiastiques ainsi qu'au Conseil des Églises du Moyen-Orient. En 1954, il est élu métropolite de Carthage dont le siège est à Tripoli (Libye) avec juridiction sur le Grand Maghreb.
Il devient en 1968 membre du Comité central du Conseil œcuménique des Églises. L'ampleur de ses connaissances le fait nommer président de l'Institut des études orientales d'Alexandrie et directeur de la Bibliothèque patriarcale. Il est alors membre de la commission d'édition des périodiques patriarcaux et réalise un riche travail d'auteur.

### Patriarcat d'Alexandrie et engagements
En février 1987 il est élu 113e pape et patriarche d'Alexandrie et de toute l'Afrique. Très rapidement il insuffle une dynamique de renouveau à son Église. Si les Grecs d'Égypte ont vu leur nombre diminuer, certains ont immigré ailleurs en Afrique, rejoignant les groupements helléniques qui s'étaient formés tout au long de ce siècle notamment en Afrique australe. C'est sur ces communautés que le nouveau patriarche s'appuie, développant des missions dans plusieurs pays alors que des Africains se tournent vers l'orthodoxie. Il conseille et encourage celles-ci, n'hésitant pas à devenir ainsi le premier patriarche d'Alexandrie à entreprendre de longs périples pour les rencontrer au Kenya, en Ouganda, en Tanzanie, au Zaïre, au Cameroun ou au Ghana. Ces voyages engagent ainsi une période d'évangélisation orthodoxe durable dans le continent africain.
S'appuyant sur l'idée que le patriarcat grec-orthodoxe d'Alexandrie doit être partagé avec tous les Africains il préside en 1995 à l'élection du premier métropolite noir, Théodore Nankyama en Ouganda.
Très engagé dans la cause de l'unité des chrétiens, il a été élu à la coprésidence du Conseil œcuménique des Églises et participe à toutes les sessions du Conseil des Églises du Moyen-Orient. Tenant beaucoup à cette dernière organisation qui permet aux chrétiens minoritaires de s'épauler et de travailler ensemble dans un environnement souvent hostile, il assigne aussi pour tâche de dialoguer avec les musulmans, car selon lui les chrétiens ne doivent pas seulement dialoguer entre eux, en vue de l'unité, mais avec les autres religions, en particulier avec l'islam et le judaïsme. Son opinion est que seul un dialogue en profondeur peut venir à bout de la méfiance et de l'incompréhension accumulées au cours des siècles.

### Décès et funérailles
Il succombe à une crise cardiaque le 23 juillet 1996 alors qu'il prend quelques jours de repos dans le monastère de l'île d'Amorgós dans les Cyclades. Les funérailles furent célébrées le 30 juillet à 11 heures dans l'église Saint-Nicolas Chamzaouï du Caire devant de nombreuses personnalités religieuses : des représentants de toutes les Églises orthodoxes, le patriarche Chenouda III de l'Église copte orthodoxe, le grand mufti d'Égypte Mohammed Tantaoui ; et politiques : un représentant personnel du président Hosni Moubarak, des membres des gouvernements d'Égypte, de Grèce et de Chypre. Il est inhumé dans le caveau des patriarches, au monastère Saint-Georges du Vieux Caire.

## Œuvres

### Livres
- Chemin d'une humble diaconie, Alexandrie, 1994.

### Citations
- « Il faut transmettre la foi aux Africains, il ne faut pas les helléniser. Il y aura un jour une Orthodoxie complètement africaine unie aux autres Églises orthodoxes. »
- « L'Orthodoxie respecte les cultures des peuples. Elle s'efforce de les christianiser en profondeur. C'est pour cela que beaucoup de missionnaires doivent devenir africains de cœur, avec beaucoup de respect pour ceux vers qui ils sont envoyés. »
- « Je pense que je suis africain. Je suis né en Égypte, à Port-Saïd. Pourquoi n'aurais-je pas le droit de dire que je suis un Africain grec-orthodoxe?»
- « Si Dieu le veut, viendra le temps où, dans le patriarcat grec-orthodoxe d'Alexandrie, il y aura essentiellement des Africains à côté de quelques autres, Grecs ou autres… la mission en Afrique doit être aux mains des Africains. »